# Arantxa Echevarría
Arantxa Echevarría Carcedo (Bilbao, 1968) es una directora, guionista y productora de cine y televisión española. En 2018 se convirtió en la primera directora de cine español seleccionada en la Quincena de Realizadores del Festival de Cannes por su ópera prima en el largometraje, Carmen y Lola.

## Trayectoria
Echevarría estudió Ciencias de la Imagen en la Universidad Complutense de Madrid y se especializó en Realización Audiovisual en el CMA de la misma universidad y producción cinematográfica en el Sidney Community College en Sídney (Australia). Desde 1991, Echevarría desarrolla su carrera profesional en la industria audiovisual, compaginando trabajos en publicidad y cine. Para Televisión Española dirigió Cuestión de pelotas, un reportaje de Documentos TV sobre las mujeres futbolistas que, en lugar de ser contratadas por su talento deportivo, ocupaban puestos como limpiadoras. La emisión de este documental obligó a la Real Federación Española de Fútbol a regularizar la situación laboral y deportiva de estas mujeres.
En 2014, su corto De noche y de pronto, protagonizado por Javier Godino y Alicia Rubio fue nominado a los premios Goya en su 28 edición y recibió el premio al mejor cortometraje en el festival Etheria Film Night en Los Ángeles. Un año después, en 2015, Echevarría coescribió el guion del largometraje El resto de mi vida junto a Martín Costa, su director, y dirigió el cortometraje Yo, Presidenta que se estrenó en el Festival de Cine de Medina del Campo y en el que apareció por última vez antes de su fallecimiento la actriz española Chus Lampreave. En este mismo cortometraje, el divulgador científico Eduard Punset realizó un cameo interpretándose a sí mismo.
Su experiencia profesional como cortometrajista se refleja en el libro 59 Directoras de Cortometrajes donde el cineasta experto en el cortometraje español, Miguel Ángel Escudero, recoge el testimonio de cineastas y su relación con el mundo del cortometraje.
En 2018 debutó en el largometraje con Carmen y Lola, una historia de primeros amores entre dos adolescentes gitanas, inspirada en un hecho real.Le siguió en 2023, Chinas, donde aborda temas de identidad e integración de la comunidad china en España.

## Reconocimientos
Sus primeros pasos en la dirección comenzaron con el cortometraje Panchito, una tragicomedia con actores no profesionales que recibió, entre otros, el premio Telemadrid. De noche y de pronto, un thriller psicológico dirigido en 2014, fue nominado a mejor cortometraje en la XXVIII edición de los Premios Goya. El cortometraje El último bus, recibió el prestigioso premio de mejor proyecto del Festival de Medina del Campo.
Su primer largometraje, Carmen y Lola,fue nominado a ocho premios Goya 2019: película, guion original (Arantxa Echevarría), dirección novel (Arantxa Echevarría), actriz revelación (Rosy Rodríguez y Zaira Romero), actor revelación (Moreno Borja), actriz de reparto (Carolina Yuste) y canción original ("Me vas a extrañar", de Paco de la Rosa); terminó alzándose con el de mejor dirección novel y mejor actriz de reparto.La película fue finalista del premio Julio Alejandro de la Sociedad General de Autores y Editores (SGAE). Además, fue seleccionado en abril de 2018 para la Quincena de Realizadores (una sección paralela que cumplió 50 años) para realizar su estreno mundial en el marco del Festival de Cannes, donde también optó al premio Caméra d'or a la Mejor Ópera Prima. Asimismo, ganó el premio Dunia Ayaso en el Festival de Valladolid de 2018 y tres premios en el Toulouse Cinespaña (actor, premio del público y Violette d'Or).
Su segundo largometraje, Chinas, fue nominado a cuatro premios Goya 2024: mejor canción original (Marina Herlop), mejor actor revelación (Julio Hu Chen) y mejor actriz revelación (Xinyi Ye y Yeju Ji).Se alzó con el Premio del Público 2023 del programa de televisión Días de Cine.
En la 39 edición de los premios Goya celebrada en 2025, el largometraje La Infiltrada, fue nominada a trece galardones, ganando en la categoría de mejor actriz protagonista (Carolina Yuste) y mejor dirección (Arantxa Echevarría).

## Premios
Premios Goya
| Año  | Categoría             | Película      | Resultado |
| ---- | --------------------- | ------------- | --------- |
| 2018 | Mejor película        | Carmen y Lola | Nominada  |
| 2018 | Mejor directora novel | Carmen y Lola | Ganadora  |
| 2018 | Mejor guion original  | Carmen y Lola | Nominada  |
| 2025 | Mejor dirección       | La infiltrada | Nominada  |
| 2025 | Mejor guion original  | La infiltrada | Nominada  |
| 2025 | Mejor película        | La infiltrada | Ganadora  |

Medallas del Círculo de Escritores Cinematográficos
| Año  | Categoría                 | Película      | Resultado |
| ---- | ------------------------- | ------------- | --------- |
| 2018 | Director revelación       | Carmen y Lola | Nominada  |
| 2023 | Mejor guion original      | Chinas        | Nominada  |
| 2023 | Medalla de la solidaridad | Chinas        | Ganadora  |
| 2024 | Mejor directora           | La infiltrada | Ganadora  |
| 2024 | Mejor guion original      | La infiltrada | Ganadora  |

- 2019 Quincena de Realizadores de Cannes.
- 2019 Mejor película Festival de cine de Guadalajara
- 2019 Mejor película Festival de Toulouse.
- 2019 Mejor película Palm Springs.
- 2019 Premio Dunia Ayuso
- 2024 Premio del público en "Días de cine"
- 2024 Premio del público, por "Chinas" en Zinemastea, Vitoria. [24]
- 2025 Mejor Película Premios Cygnus por "La infiltrada".

## Filmografía
- 2010 – Panchito. Cortometraje. Telemadrid. Semana del corto de Madrid.[25]
- 2010 – Cuestión de pelotas. Documental. Documentos TV. Televisión Española.[3]
- 2012 – Don Enrique de Guzmán. Cortometraje de ficción.
- 2013 – De noche y de pronto. Cortometraje.
- 2015 – El solista de la orquesta. Documental.[26]
- 2015 – Yo, Presidenta. Cortometraje.[6]
- 2016 – El último bus. Cortometraje.
- 2018 – Carmen y Lola. Largometraje.
- 2019 – «Expiación» - Capítulo de El Cid.
- 2021 – La familia perfecta. Largometraje
- 2023 – Chinas. Largometraje
- 2024 – Políticamente incorrectos. Largometraje
- 2024 – La infiltrada. Largometraje